# La Fille prodigue
Pour plus de détails, voir Fiche technique et Distribution.
La Fille prodigue est un film français réalisé par Jacques Doillon, sorti en 1981.

## Fiche technique
Sauf indication contraire, les informations mentionnées dans cette section peuvent être confirmées par la base de données cinématographiques Unifrance,  présente dans la section « Liens externes ».
- Titre français : La Fille prodigue
- Réalisation : Jacques Doillon
- Assistant à la réalisation : Jean-Denis Robert
- Scénario : Jacques Doillon
- Décors : Jean-Pierre Kohut-Svelko
- Photographie : Pierre Lhomme
- Montage : Noëlle Boisson
- Son : Michel Vionnet
- Production : Danièle Delorme et Yves Robert
- Pays de production :  France
- Société de production : Gaumont
- Langue de tournage : français
- Format : Couleurs - 1,66:1
- Genre : drame
- Durée : 95 minutes (1h35)
- Date de sortie : 
  - France : 1981

## Distribution
- Jane Birkin : Anne
- Michel Piccoli : le père d'Anne
- Natasha Parry : la mère d'Anne
- Eva Renzi : la maîtresse du père
- René Féret : le mari
- Audrey Matson : Judy, la sœur d'Anne

## Tournage
Le tournage débute le 16 juin 1980 dans le Calvados et dans les Hauts-de-Seine et se termine le 14 août 1980.